# Chambres de réunion

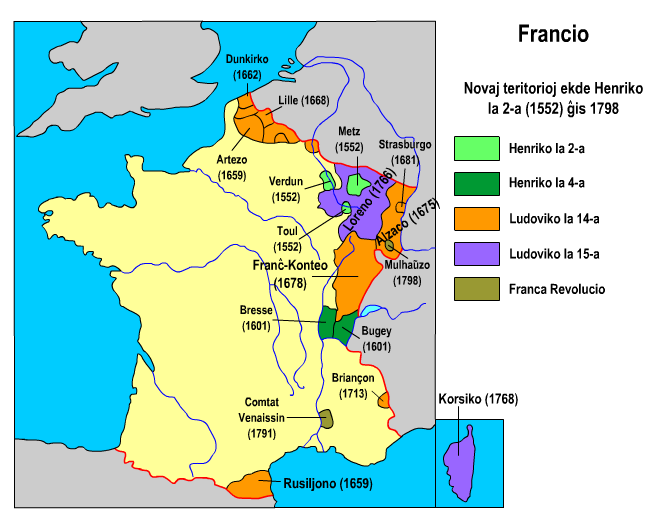
France, 1552-1798.

Les Chambres de réunion sont des commissions formées par Louis XIV en 1679 pour rechercher les anciennes dépendances des pays concédés à la France par les traités de Westphalie, d'Aix-la-Chapelle et de Nimègue, afin de prononcer la réunion de ces territoires à la couronne. Ces chambres mettaient en œuvre la politique des Réunions du roi.
Louis XIV obtint ainsi la réunion du comté de Vaudémont, Sarrebourg, le comté de Sarrebruck, celui de Salm, une partie du Luxembourg, Hombourg, Deux-Ponts, le comté de Montbéliard, Wissembourg, Strasbourg, avec une partie de la Basse-Alsace.
Le traité de Ryswick en 1697 annule toutes ces acquisitions, sauf l'Alsace.

## Sources
Cet article comprend des extraits du Dictionnaire Bouillet. Il est possible de supprimer cette indication, si le texte reflète le savoir actuel sur ce thème, si les sources sont citées, s'il satisfait aux exigences linguistiques actuelles et s'il ne contient pas de propos qui vont à l'encontre des règles de neutralité de Wikipédia.
- Benoît Soubeyran, « Des "soldats des guerres diplomatiques", les archivistes de Pierre Dupuy à Ludovico Muratori (XVIIe – début du XVIIIe siècle) », La guerre et la paix dans les sociétés des Suds, IVe journées d'études doctorales LLACS,‎ 7 octobre 2016, p. 7-9 (lire en ligne)